# 生明里
生明里是中華民國高雄市鳳山區的一個里，以在一江山島殉國的王生明將軍的名字命名。1966年自鎮東里分出。現任里長是郭清竹。